# العلاقات المكسيكية الكوستاريكية
العلاقات المكسيكية الكوستاريكية هي العلاقات الثنائية التي تجمع بين المكسيك وكوستاريكا.

## مقارنة بين البلدين
هذه مقارنة عامة ومرجعية للدولتين:
| وجه المقارنة                                              | المكسيك                                                                               | كوستاريكا                                 |
| --------------------------------------------------------- | ------------------------------------------------------------------------------------- | ----------------------------------------- |
| المساحة (كم2)                                             | 1.97 مليون                                                                            | 51.10 ألف                                 |
| عدد السكان (نسمة)                                         | 130.53 مليون                                                                          | 4.91 مليون                                |
| الكثافة السكانية (ن./كم²)                                 | 66.26                                                                                 | 96.09                                     |
| العاصمة                                                   | مدينة مكسيكو                                                                          | سان خوسيه                                 |
| اللغة الرسمية                                             | اللغة الإسبانية                                                                       | اللغة الإسبانية                           |
| العملة                                                    | بيزو مكسيكي                                                                           | كولون كوستاريكي                           |
| الناتج المحلي الإجمالي (بليون دولار)                      | 1.15 تريليون                                                                          | 57.06 مليار                               |
| الناتج المحلي الإجمالي (تعادل القوة الشرائية) بليون دولار | 2.16 تريليون                                                                          | 74.98 مليار                               |
| الناتج المحلي الإجمالي الاسمي للفرد دولار أمريكي          | 9.01 ألف                                                                              | 11.26 ألف                                 |
| الناتج المحلي الإجمالي للفرد دولار أمريكي                 | 17.32 ألف                                                                             | 14.92 ألف                                 |
| مؤشر التنمية البشرية                                      | 0.756                                                                                 | 0.766                                     |
| رمز المكالمات الدولي                                      | +52                                                                                   | +506                                      |
| رمز الإنترنت                                              | .mx                                                                                   | .cr، قائمة نطاقات المستوى الأعلى للإنترنت |
| المنطقة الزمنية                                           | منطقة زمنية وسطى، المنطقة الزمنية الجبلية، زمن منطقة المحيط الهادئ، منطقة زمنية شرقية | 00                                        |

## منظمات دولية مشتركة
يشترك البلدان في عضوية مجموعة من المنظمات الدولية، منها:
| علم المنظمة | اسم المنظمة                                                          | تاريخ انضمام المكسيك | تاريخ انضمام كوستاريكا |
| ----------- | -------------------------------------------------------------------- | -------------------- | ---------------------- |
|             | بنك أمريكا الوسطى للتكامل الاقتصادي ‏                                 | ?                    | ?                      |
|             | وكالة حظر الأسلحة النووية في أمريكا اللاتينية ومنطقة البحر الكاريبي ‏ | ?                    | ?                      |
|             | الاتحاد البريدي العالمي                                              | ?                    | ?                      |
|             | يونسكو                                                               | 4 نوفمبر 1946        | 19 مايو 1950           |
|             | البنك الدولي للإنشاء والتعمير                                        | 31 ديسمبر 1945       | 8 يناير 1946           |
|             | منظمة التجارة العالمية                                               | 1995                 | ?                      |
|             | وكالة ضمان الاستثمار متعدد الأطراف                                   | 1 يوليو 2009         | 8 فبراير 1994          |
|             | الاتحاد الدولي للاتصالات                                             | 1 يوليو 1908         | 13 سبتمبر 1932         |
|             | منظمة الشرطة الجنائية الدولية                                        | ?                    | ?                      |
|             | مؤسسة التمويل الدولية                                                | 20 يوليو 1956        | 20 يوليو 1956          |
|             | الأمم المتحدة                                                        | 7 نوفمبر 1945        | 2 نوفمبر 1945          |
|             | مؤسسة التنمية الدولية                                                | 24 أبريل 1961        | 30 يونيو 1961          |
|             | الفريق المعني برصد الأرض                                             | ?                    | ?                      |
|             | منظمة حظر الأسلحة الكيميائية                                         | ?                    | ?                      |

## وصلات خارجية
- موقع وزارة الخارجية المكسيكية
- موقع وزارة الخارجية الكوستاريكية